# Saissac
Ne doit pas être confondu avec Ceyssac.
Saissac  (occitan : Saissac) est une commune française, située dans le nord-ouest du département de l'Aude en région Occitanie.
Sur le plan historique et culturel, la commune fait partie de la Montagne Noire, un massif montagneux constituant le rebord méridional du Massif central. Exposée à un climat océanique altéré, elle est drainée par le Sor, la Rougeanne, le Lampy, le Vernassonne, rigole de la montagne noire, le ruisseau de la Bézou, le ruisseau du Pesquier et par divers autres petits cours d'eau. La commune possède un patrimoine naturel remarquable : un site Natura 2000 (la « vallée du Lampy ») et huit zones naturelles d'intérêt écologique, faunistique et floristique.
Saissac est une commune rurale qui compte 909 habitants en 2022, après avoir connu un pic de population de 1 853 habitants en 1846. Elle fait partie de l'aire d'attraction de Carcassonne. Ses habitants sont appelés les Saissacois ou  Saissacoises.
Le patrimoine architectural de la commune comprend trois  immeubles protégés au titre des monuments historiques : la pierre levée de Picarel, classée en 1949, le château, inscrit en 1926, et les remparts, classés en 1933.

## Géographie

### Localisation
Saissac est située dans le Cabardès, sur le Lampy et la Rougeanne, au nord du département de l'Aude, sur les contreforts de la Montagne Noire, à 467 m d'altitude. Le village est situé sur un balcon naturel qui domine la gorge de la Vernassonne et aussi toute la plaine audoise de Carcassonne à Castelnaudary (plaine du Lauragais).
La commune est limitrophe du département du Tarn.
Les communes limitrophes sont  Arfons, Cenne-Monestiés, Lacombe, Les Cammazes, Montolieu, Saint-Denis, Saint-Martin-le-Vieil, Sorèze et Villemagne.
| Les Cammazes (Tarn), Sorèze (Tarn) | Arfons (Tarn)         | Lacombe (par un quadripoint) |
| Villemagne                         | Saissac               | Saint-Denis                  |
| Cenne-Monestiés                    | Saint-Martin-le-Vieil | Montolieu                    |

### Hydrographie
Cours d'eau
Vernassonne
Ouvrages hydrauliques

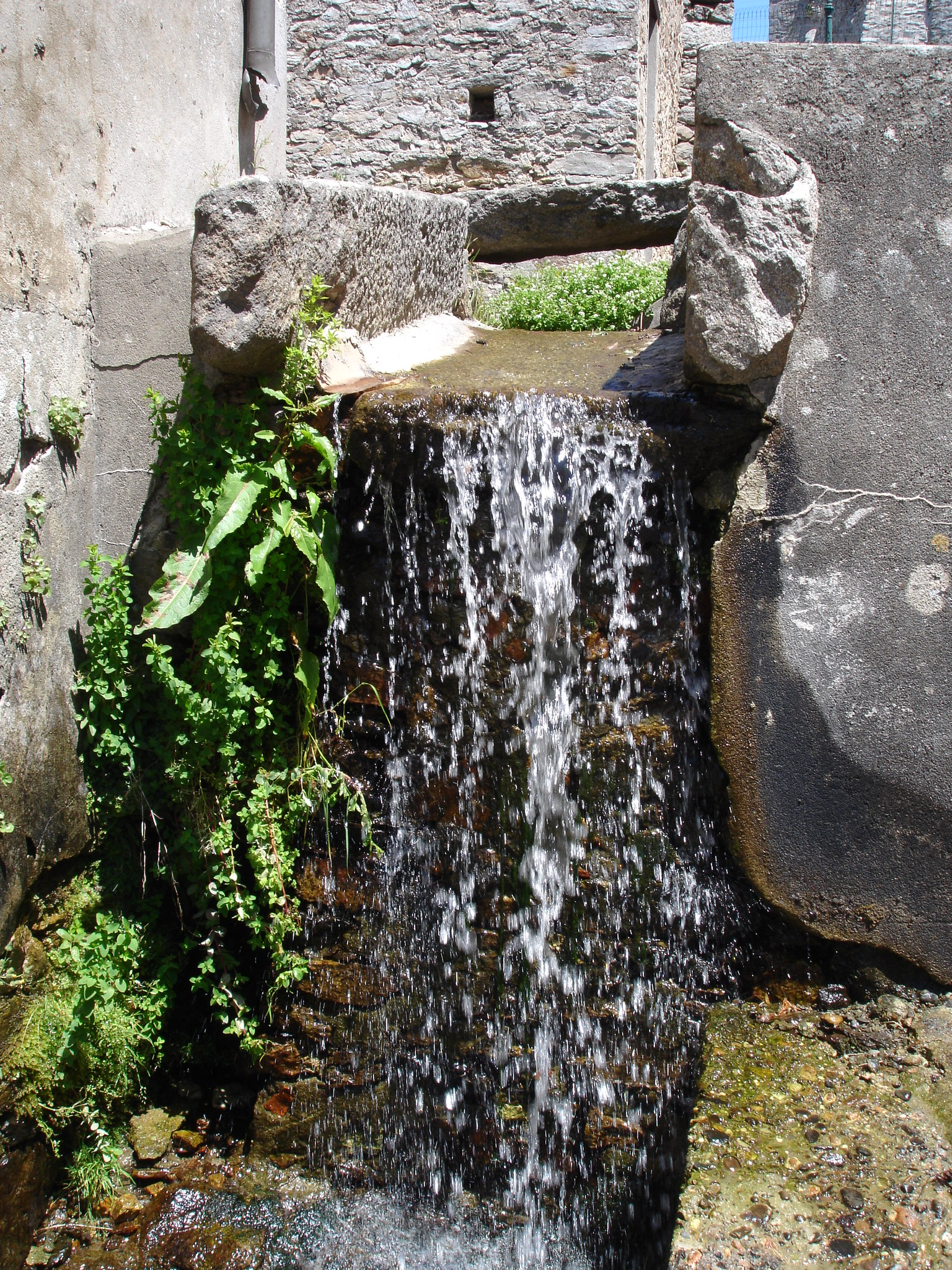
Béal des Treize Meuniers.

- Le béal de Saissac est un canal artificiel d'arrosage et d'amenée d'eau qui date du Moyen Âge. Il se nomme le béal des Treize Meuniers, du nom de ses propriétaires d'origine. Il prend sa source au-dessus du village en captant l'eau de la Vernassonne et de l'Aiguebelle. Il mesure deux kilomètres de long et traverse le village le long de l'enceinte fortifiée. Il permet de capter aisément l'eau en tout point du village. Jusqu'au XIXe siècle, le béal a fait tourner près de treize moulins papetiers et fariniers, foulons, ateliers de filatures, rassègues (scies-mécaniques) et martinets. Actuellement, le béal est toujours utilisé pour l'arrosage des jardins. Le village est alimenté en eau courante depuis 1951. Les différents ruisseaux qui alimentaient les jardins sont peu à peu détruits pour refaire les ruelles du village.
- Le lac et le barrage des Cammazes situé sur les communes de Saissac et Sorèze.
- Le bassin du Lampy est un lac artificiel sur le Lampy servant à alimenter le canal du Midi. Créé en 1782, soit un siècle après l'ouverture du canal du Midi (1681). Ses sentiers ombragés promettent de belles promenades. Ce bassin est cerné de beaux massifs d'arbres de la forêt de Ramondens.
- La prise d'eau d'Alzeau, si on quitte Saissac en direction de la Galaube, est un des lieux de naissance du canal du Midi. Un bloc de granit y rappelle les étapes de Pierre-Paul Riquet :

« Louis XIV régnant
Colbert étant son ministre
Ici
L'an 1665
P.-P. Riquet s'empare des eaux
de la Montagne Noire
les conduit à Naurouze
et résout le grand problème
de la jonction des deux mers
L'an 1666
Seul, il ose entreprendre ce grand ouvrage
et répond du succès
L'an 1681
des barques chargées passent
de l'Océan à la Méditerranée »

- La Rigole de la montagne entre La prise d'eau d'Alzeau et la Percée des Cammazes amenant l'eau du versant sud de la montagne noire au Lac des Cammazes. La rigole est classée au titre des sites naturels depuis 1996[2]

### Voies de communication et transports

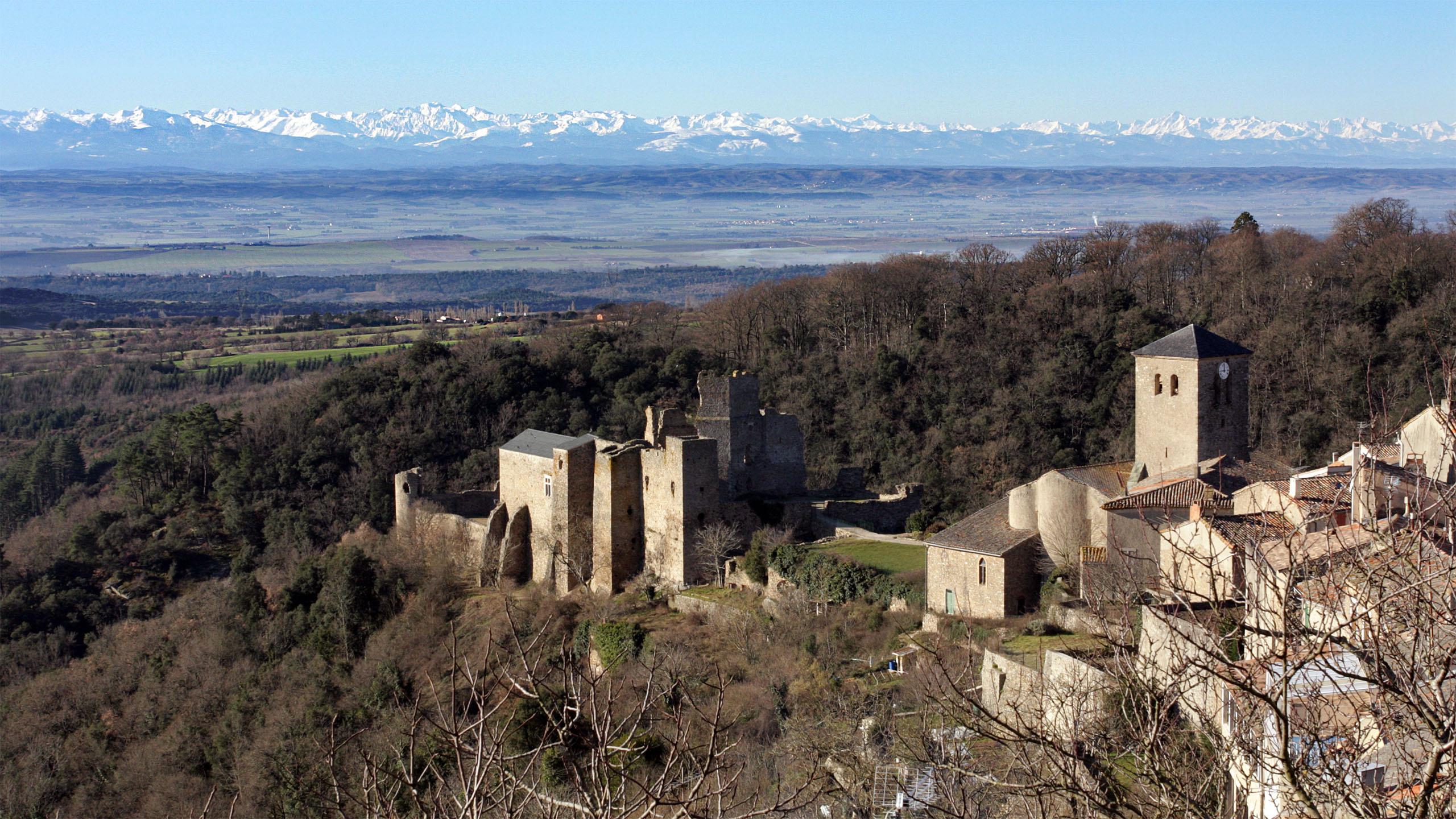
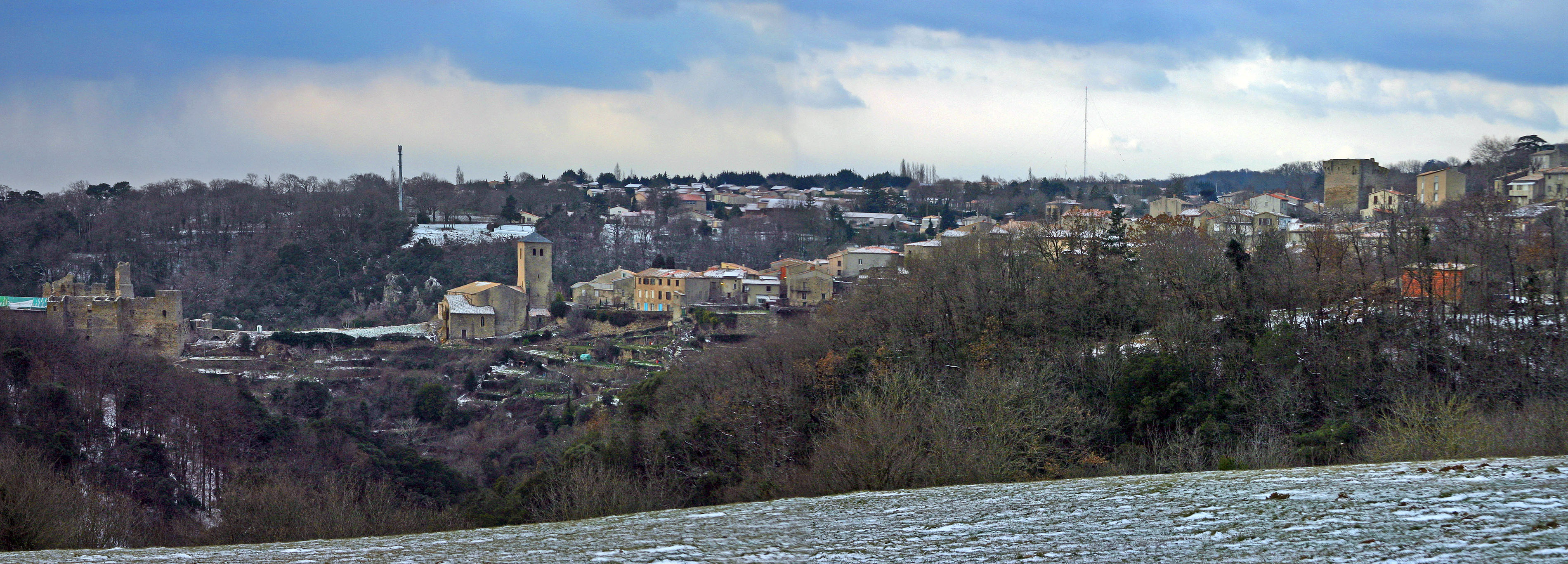
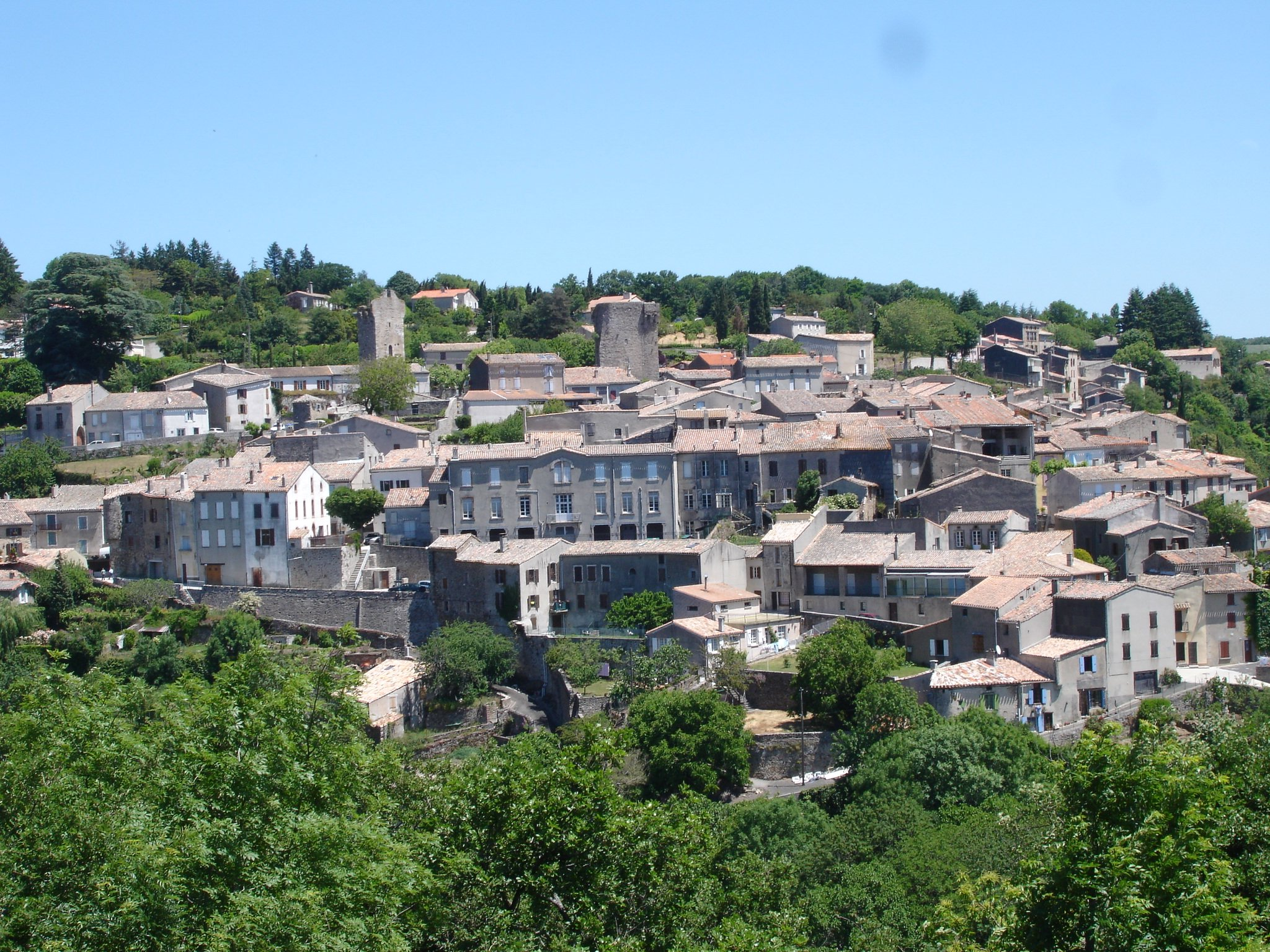

### Climat
Pour des articles plus généraux, voir Climat de l'Occitanie et Climat de l'Aude.
En 2010, le climat de la commune est de type climat océanique altéré, selon une étude s'appuyant sur une série de données couvrant la période 1971-2000. En 2020, Météo-France publie une typologie des climats de la France métropolitaine dans laquelle la commune est toujours exposée à un climat océanique altéré et est dans la région climatique Aquitaine, Gascogne, caractérisée par une pluviométrie abondante au printemps, modérée en automne, un faible ensoleillement au printemps, un été chaud (19,5 °C), des vents faibles, des brouillards fréquents en automne et en hiver et des orages fréquents en été (15 à 20 jours).
Pour la période 1971-2000, la température annuelle moyenne est de 12 °C, avec une amplitude thermique annuelle de 15,1 °C. Le cumul annuel moyen de précipitations est de 1 039 mm, avec 11,7 jours de précipitations en janvier et 6,1 jours en juillet. Pour la période 1991-2020, la température moyenne annuelle observée sur la station météorologique la plus proche, située sur la commune des Martys à 13 km à vol d'oiseau, est de 10,2 °C et le cumul annuel moyen de précipitations est de 1 365,7 mm,. Pour l'avenir, les paramètres climatiques de la commune estimés pour 2050 selon différents scénarios d'émission de gaz à effet de serre sont consultables sur un site dédié publié par Météo-France en novembre 2022.

### Milieux naturels et biodiversité

#### Réseau Natura 2000

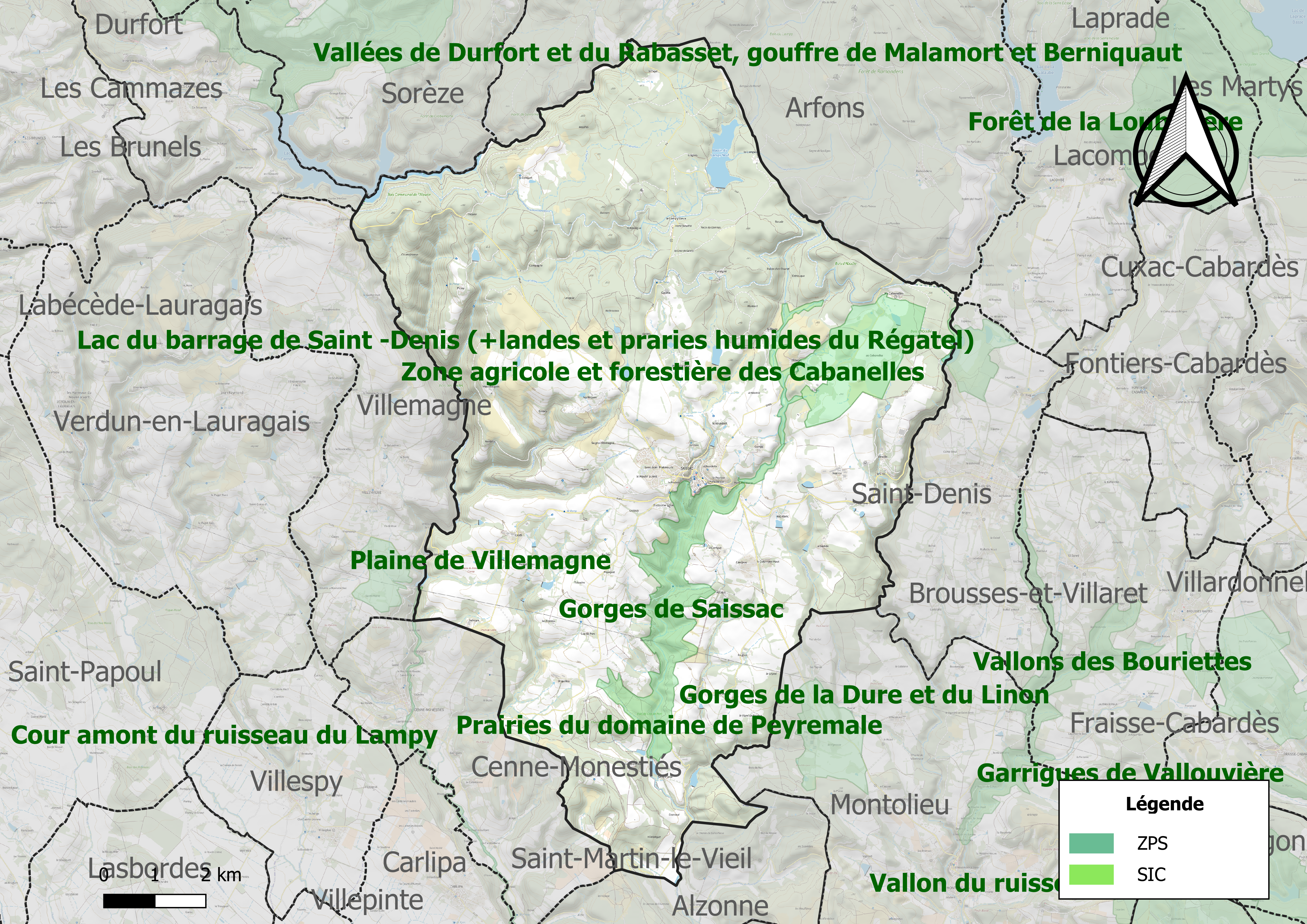
Site Natura 2000 sur le territoire communal.

Le réseau Natura 2000 est un réseau écologique européen de sites naturels d'intérêt écologique élaboré à partir des directives habitats et oiseaux, constitué de zones spéciales de conservation (ZSC) et de zones de protection spéciale (ZPS).
Un site Natura 2000 a été défini sur la commune au titre de la directive habitats : la « vallée du Lampy », d'une superficie de 9 555 ha, avec la Vernassonne, deux cours d'eau de régime méditerranéen. La qualité de l'eau permet à ces cours d'eau d'abriter une faune piscicole riche et variée, parmi laquelle plusieurs espèces d'intérêt communautaire : le barbeau méridional, la bouvière et la lamproie de Planer.

#### Zones naturelles d'intérêt écologique, faunistique et floristique
L’inventaire des zones naturelles d'intérêt écologique, faunistique et floristique (ZNIEFF) a pour objectif de réaliser une couverture des zones les plus intéressantes sur le plan écologique, essentiellement dans la perspective d’améliorer la connaissance du patrimoine naturel national et de fournir aux différents décideurs un outil d’aide à la prise en compte de l’environnement dans l’aménagement du territoire.
Cinq ZNIEFF de type 1 sont recensées sur la commune :
- le « cours amont du ruisseau du Lampy » (23 ha), couvrant 4 communes du département[13] ;
- le « cours amont de la Vernassonne » (30 ha)[14] ;
- les « gorges de Saissac » (223 ha)[15] ;
- le « lac du barrage de Saint -Denis (+landes et praries humides du Régatel) » (67 ha), couvrant 2 communes du département[16] ;
- la « zone agricole et forestière des Cabanelles » (181 ha)[17] ;

et trois ZNIEFF de type 2, : 
- les « causses du piémont de la Montagne Noire » (8 830 ha), couvrant 20 communes du département[18] ;
- la « montagne Noire occidentale » (24 257 ha), couvrant 26 communes dont 25 dans l'Aude et 1 dans le Tarn[19] ;
- la « montagne Noire (versant Nord) » (31 971 ha), couvrant 37 communes dont 14 dans l'Aude, 2 dans la Haute-Garonne, 3 dans l'Hérault et 18 dans le Tarn[20].

Carte des ZNIEFF de type 1 et 2 à Saissac.
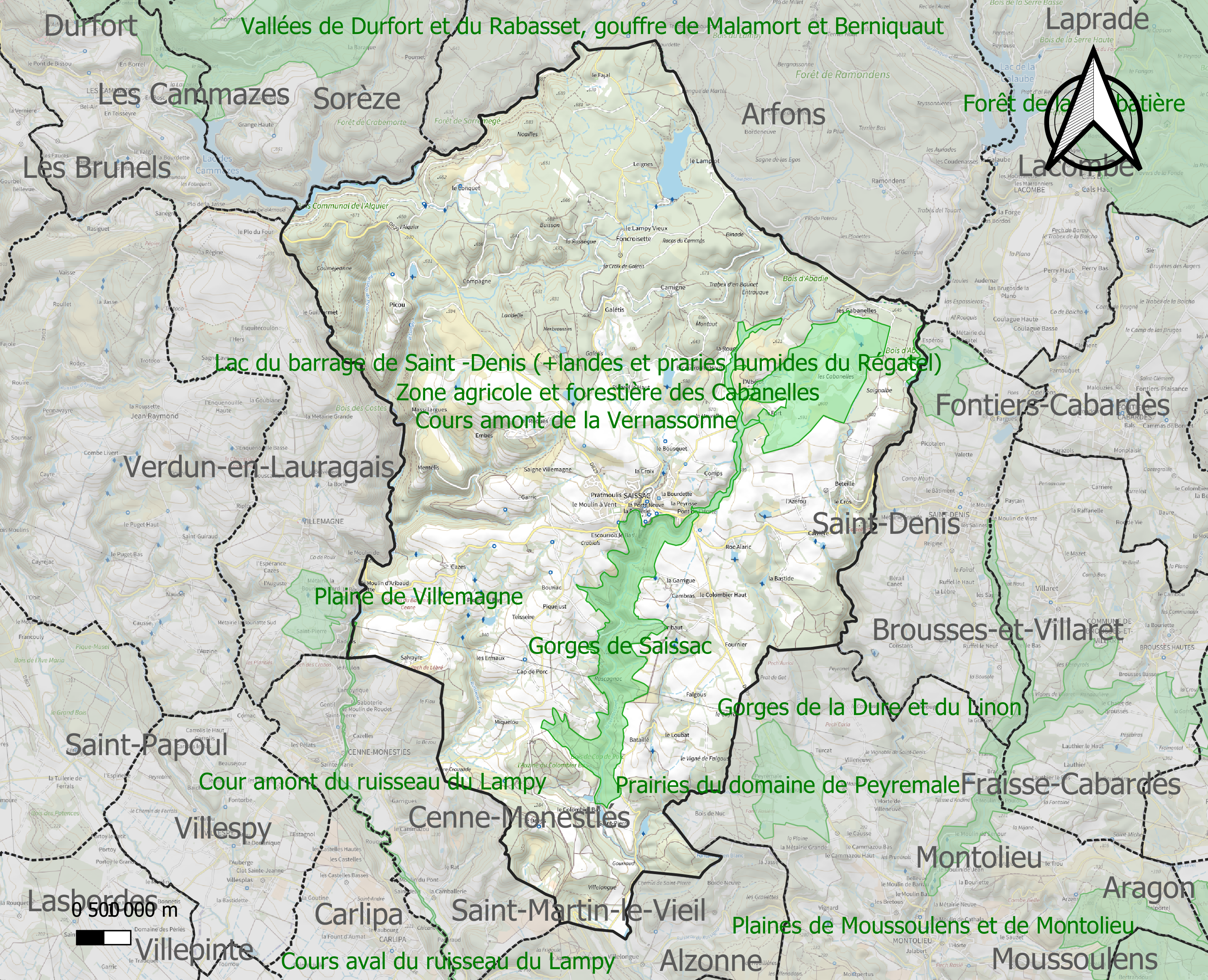
Carte des ZNIEFF de type 1 sur la commune.
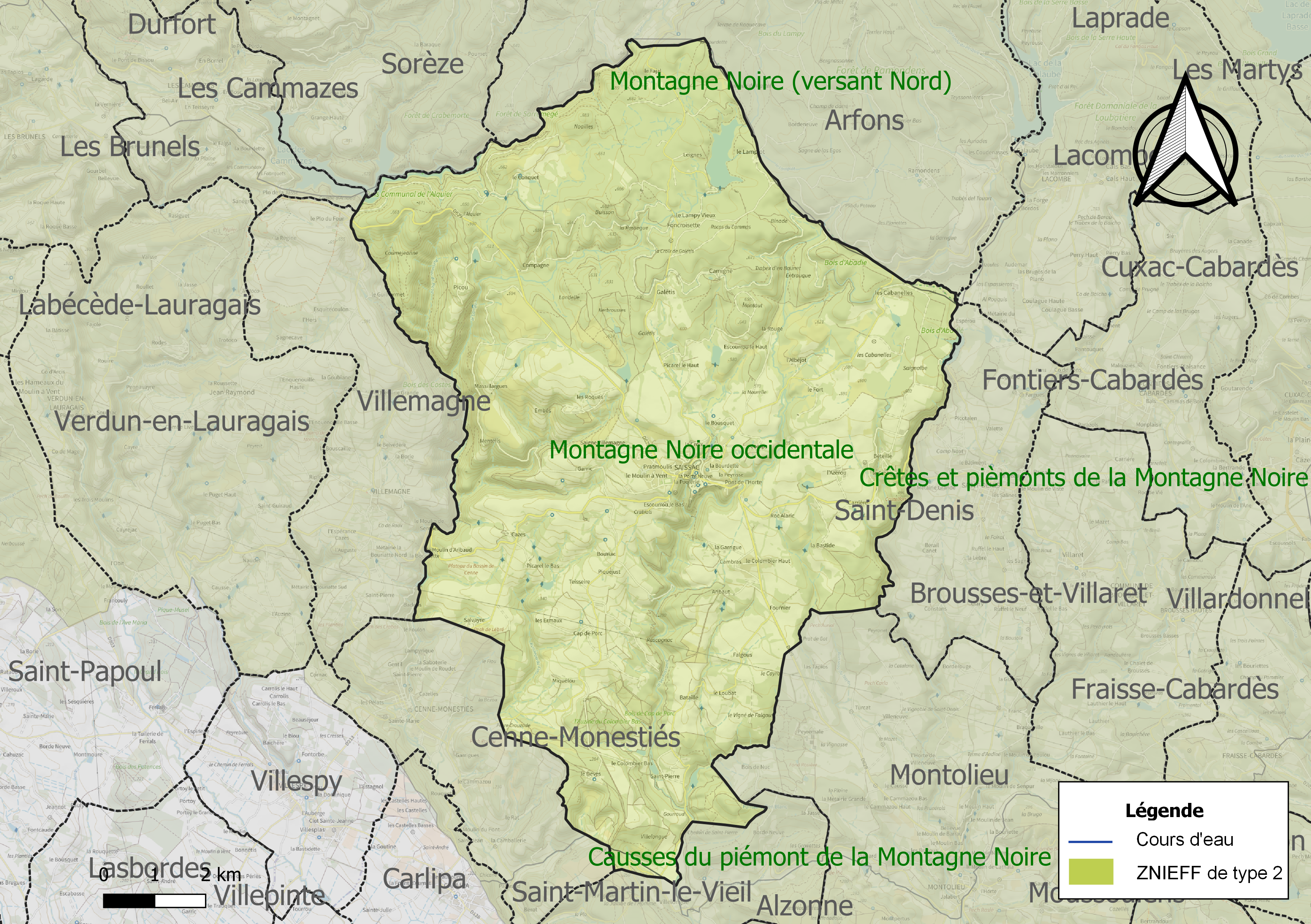
Carte des ZNIEFF de type 2 sur la commune.

## Urbanisme

### Typologie
Au 1er janvier 2024, Saissac est catégorisée bourg rural, selon la nouvelle grille communale de densité à 7 niveaux définie par l'Insee en 2022.
Elle est située hors unité urbaine. Par ailleurs la commune fait partie de l'aire d'attraction de Carcassonne, dont elle est une commune de la couronne,. Cette aire, qui regroupe 115 communes, est catégorisée dans les aires de 50 000 à moins de 200 000 habitants,.

### Occupation des sols
L'occupation des sols de la commune, telle qu'elle ressort de la base de données européenne d’occupation biophysique des sols Corine Land Cover (CLC), est marquée par l'importance des forêts et milieux semi-naturels (55,1 % en 2018), en augmentation par rapport à 1990 (53,6 %). La répartition détaillée en 2018 est la suivante : 
forêts (54,3 %), prairies (20,7 %), terres arables (12,3 %), zones agricoles hétérogènes (10,3 %), zones urbanisées (1 %), milieux à végétation arbustive et/ou herbacée (0,8 %), eaux continentales (0,6 %). L'évolution de l’occupation des sols de la commune et de ses infrastructures peut être observée sur les différentes représentations cartographiques du territoire : la carte de Cassini (XVIIIe siècle), la carte d'état-major (1820-1866) et les cartes ou photos aériennes de l'IGN pour la période actuelle (1950 à aujourd'hui).

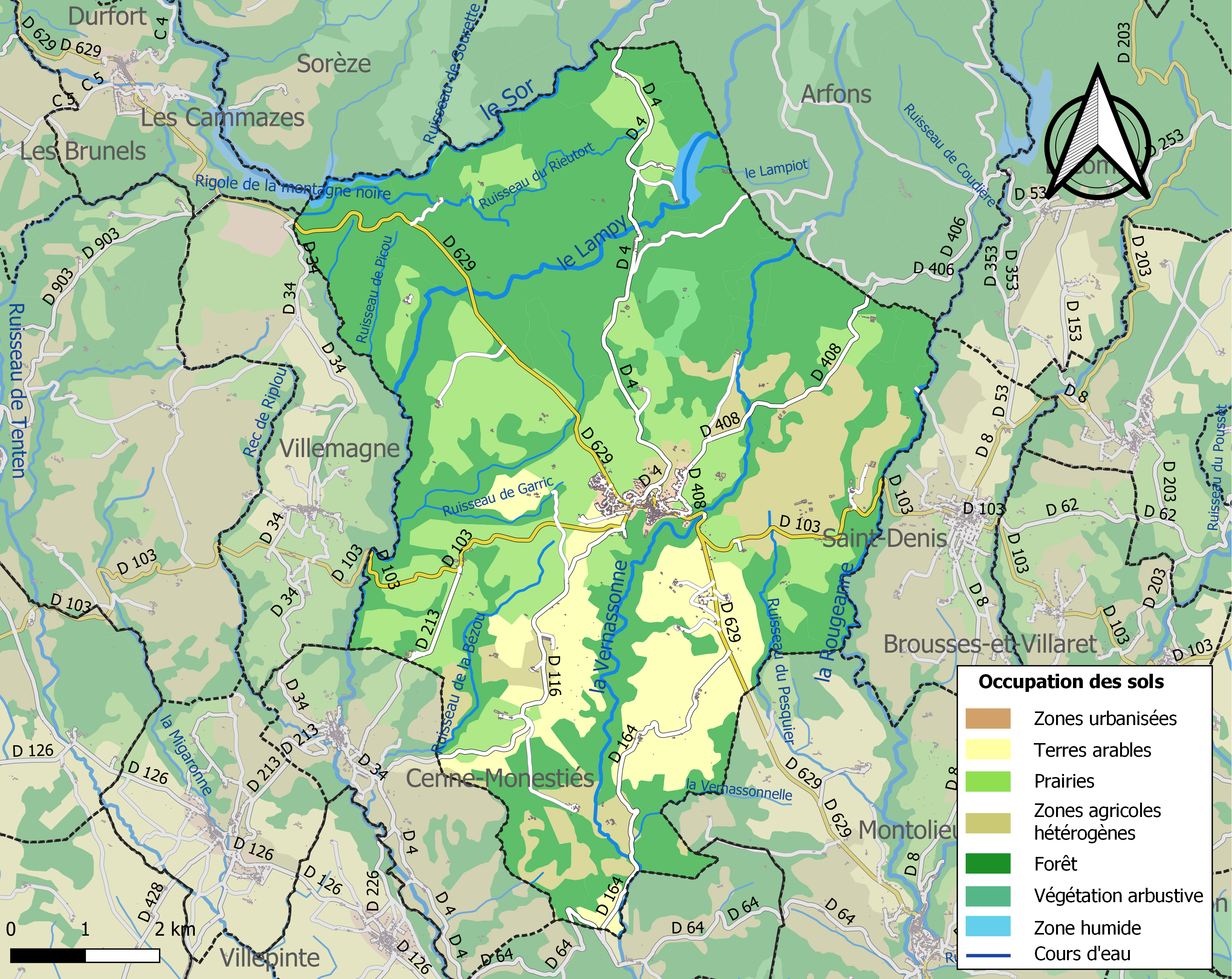
Carte des infrastructures et de l'occupation des sols de la commune en 2018 (CLC).

### Risques majeurs
Le territoire de la commune de Saissac est vulnérable à différents aléas naturels : météorologiques (tempête, orage, neige, grand froid, canicule ou sécheresse), inondations, feux de forêts et séisme (sismicité très faible). Il est également exposé à un risque technologique, la rupture d'un barrage, et à un risque particulier : le risque de radon. Un site publié par le BRGM permet d'évaluer simplement et rapidement les risques d'un bien localisé soit par son adresse soit par le numéro de sa parcelle.

#### Risques naturels
Certaines parties du territoire communal sont susceptibles d’être affectées par le risque d’inondation par débordement de cours d'eau, notamment le ruisseau de Glandes. La commune a été reconnue en état de catastrophe naturelle au titre des dommages causés par les inondations et coulées de boue survenues en 1982, 1992, 1999, 2009, 2018, 2020 et 2021,.

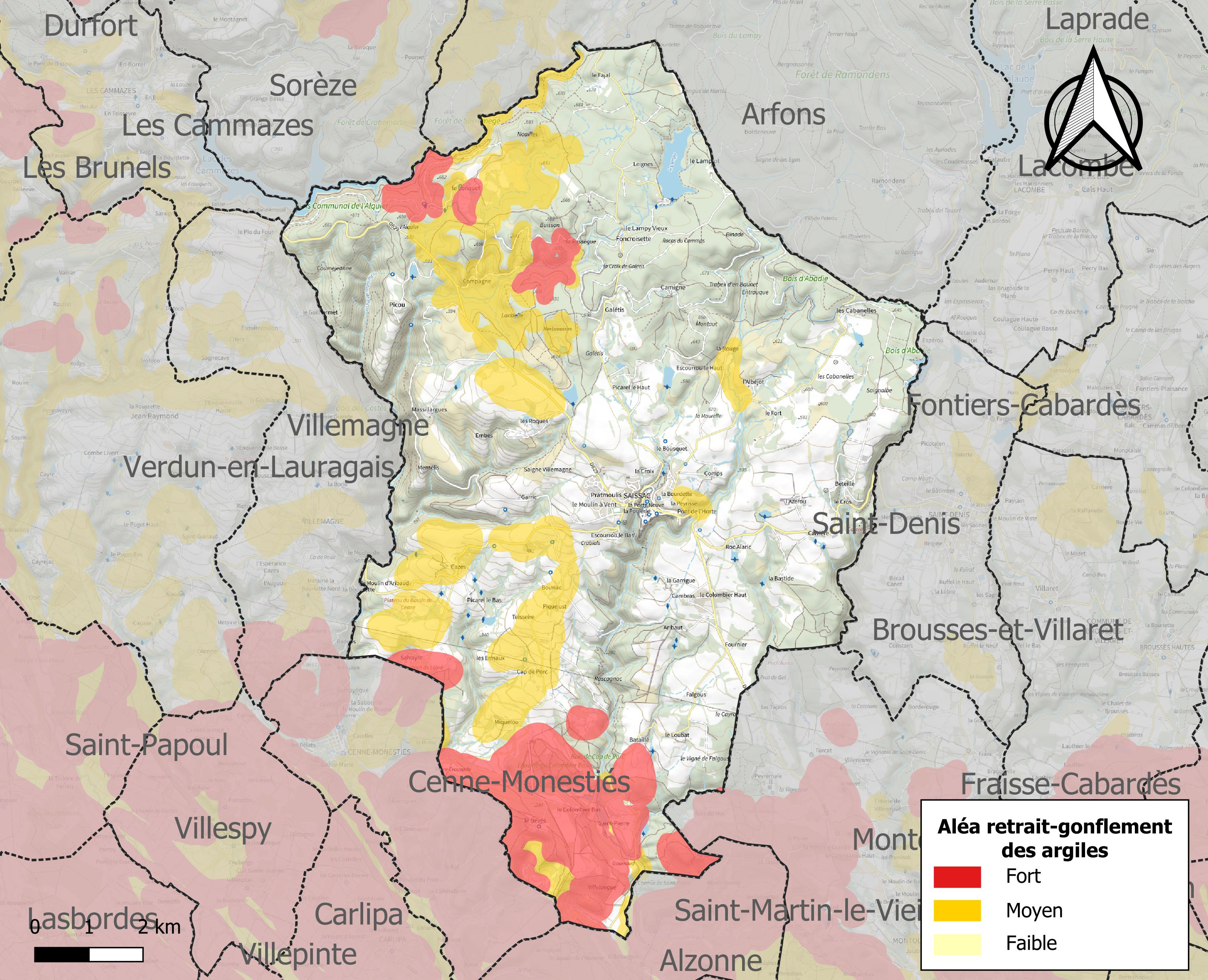
Carte des zones d'aléa retrait-gonflement des sols argileux de Saissac.

Le retrait-gonflement des sols argileux est susceptible d'engendrer des dommages importants aux bâtiments en cas d’alternance de périodes de sécheresse et de pluie. 25,4 % de la superficie communale est en aléa moyen ou fort (75,2 % au niveau départemental et 48,5 % au niveau national). Sur les 629 bâtiments dénombrés sur la commune en 2019, 47 sont en aléa moyen ou fort, soit 7 %, à comparer aux 94 % au niveau départemental et 54 % au niveau national. Une cartographie de l'exposition du territoire national au retrait gonflement des sols argileux est disponible sur le site du BRGM,.

#### Risques technologiques
La commune est en outre située en aval du barrage de Lampy, de classe A, d’une hauteur de 16 mètres et retenant un volume de 1,6 million de mètres cubes. À ce titre elle est susceptible d’être touchée par l’onde de submersion consécutive à la rupture de cet ouvrage.

#### Risque particulier
Dans plusieurs parties du territoire national, le radon, accumulé dans certains logements ou autres locaux, peut constituer une source significative d’exposition de la population aux rayonnements ionisants. Certaines communes du département sont concernées par le risque radon à un niveau plus ou moins élevé. Selon la classification de 2018, la commune de Saissac est classée en zone 3, à savoir zone à potentiel radon significatif.

## Toponymie
Le nom de Saissac apparaît au Xe siècle et provient du gallo-romain Saxiago qui désigne plus un domaine qu'un village.

## Histoire
Le territoire de la commune est occupé dès le Néolithique comme l'atteste l'érection de la Pierre levée de Picarel et du complexe mégalithique de l'Azérou.
L'histoire de Saissac est fortement liée à celle du château. Saissac est alors un village castral construit au XIe siècle et surtout au XIIe siècle.
Vers le milieu du XIIIe siècle, il est déplacé à son emplacement actuel. À partir du XIVe siècle, Saissac est considéré comme un village fortifié. La cité est partiellement détruite en 1568 par les protestants durant les guerres de religion.
Dès le Moyen Âge, Saissac est un village en pleine croissance grâce à la force de l'eau qui est omniprésente. Des industries artisanales comme la draperie et les moulins s'y développent grâce à l'énergie de l'eau. Au début du XVe siècle, les marchands drapiers sont connus pour leurs tissus vendus sur les foires. La famille Saptes est particulièrement renommée pour ses textiles ; elle bénéficie de la protection de Colbert et Louis XIV. Jusqu'à la fin du XVIIIe siècle, l'industrie du textile est permanente et le village connaît une prospérité importante. En 1728, il existait 75 métiers et plus de 23 fabricants. C'est à Saissac que l'on produit le fameux drap noir nommé aile de Gorp.

## Politique et administration

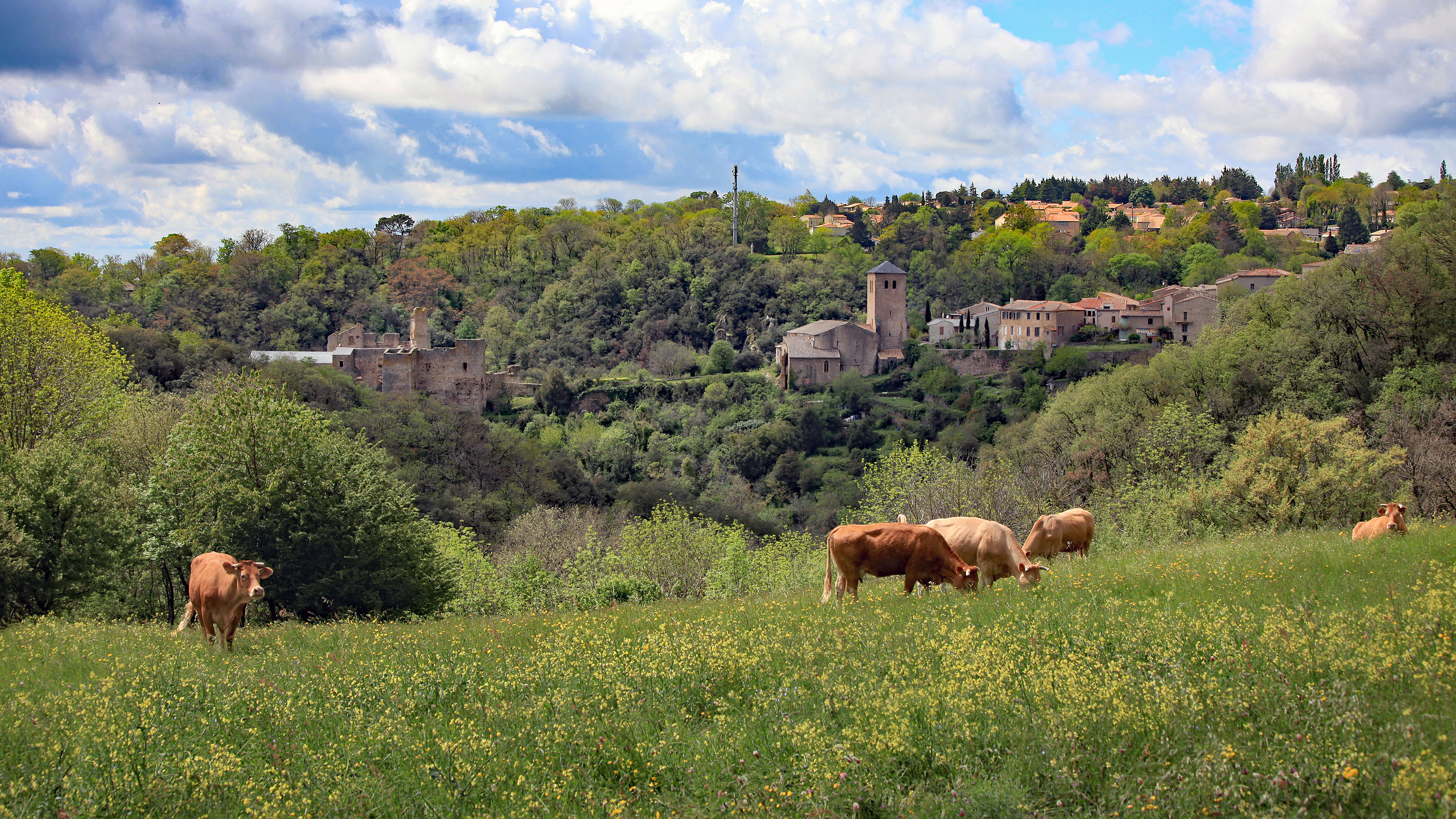
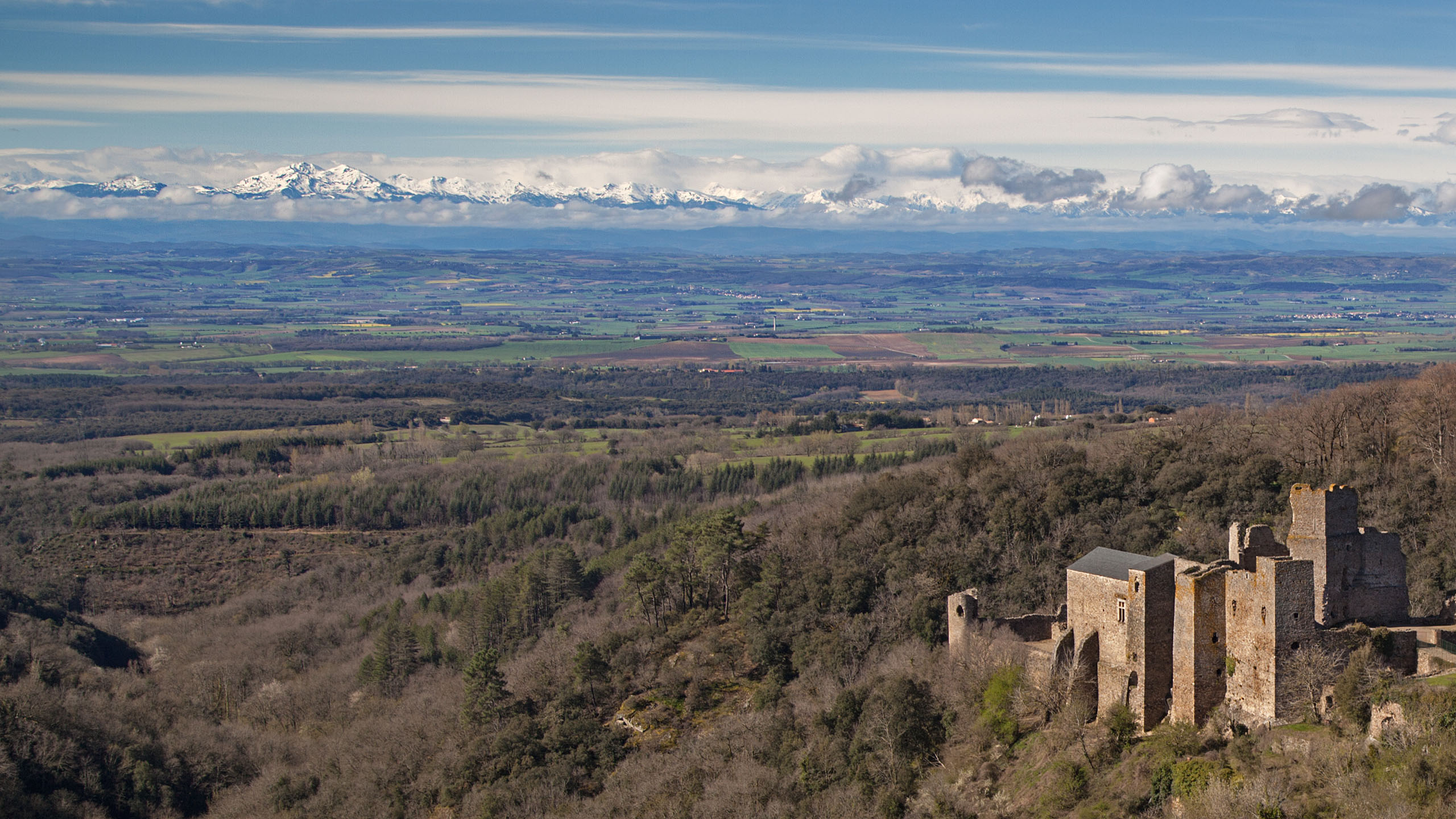
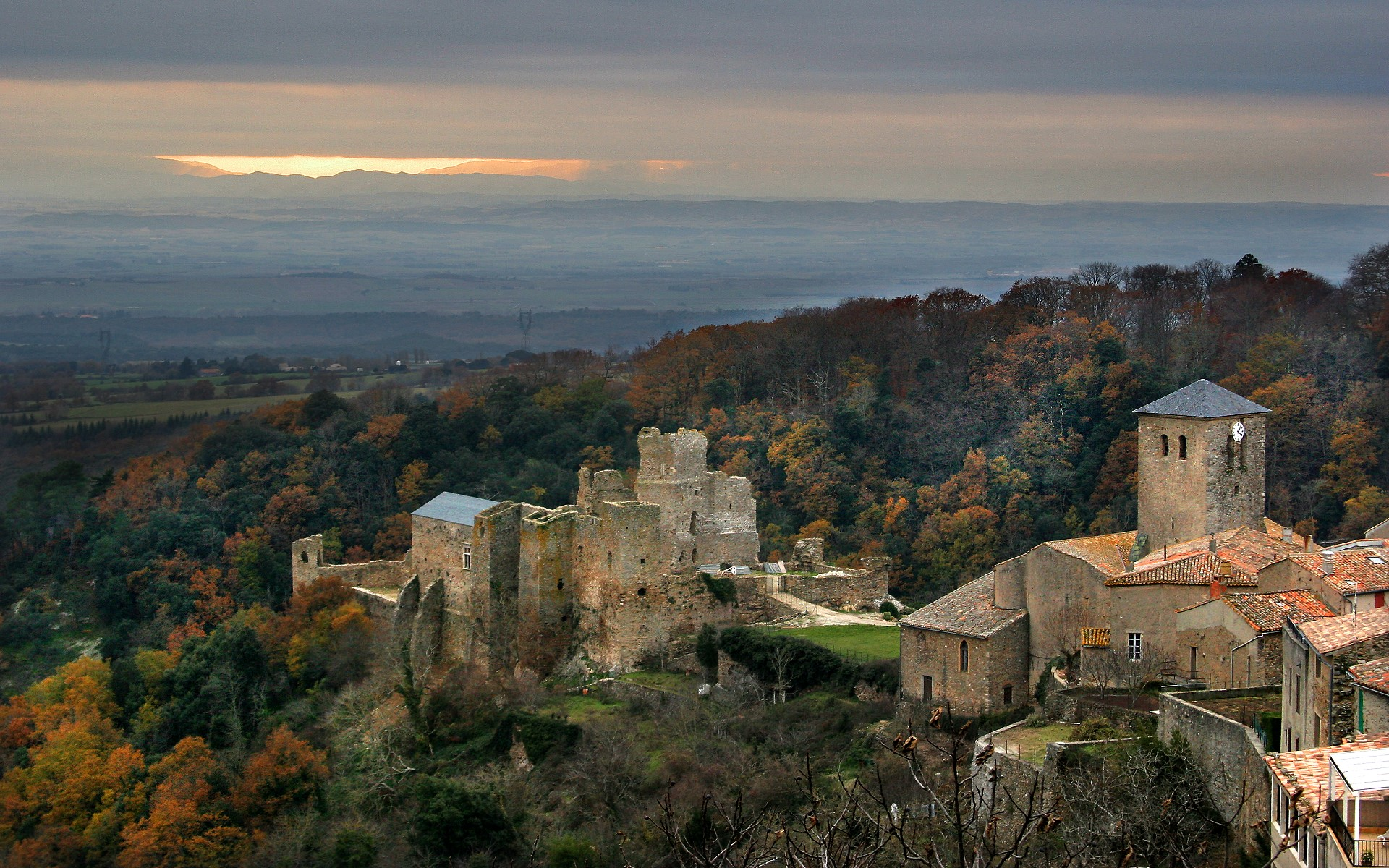
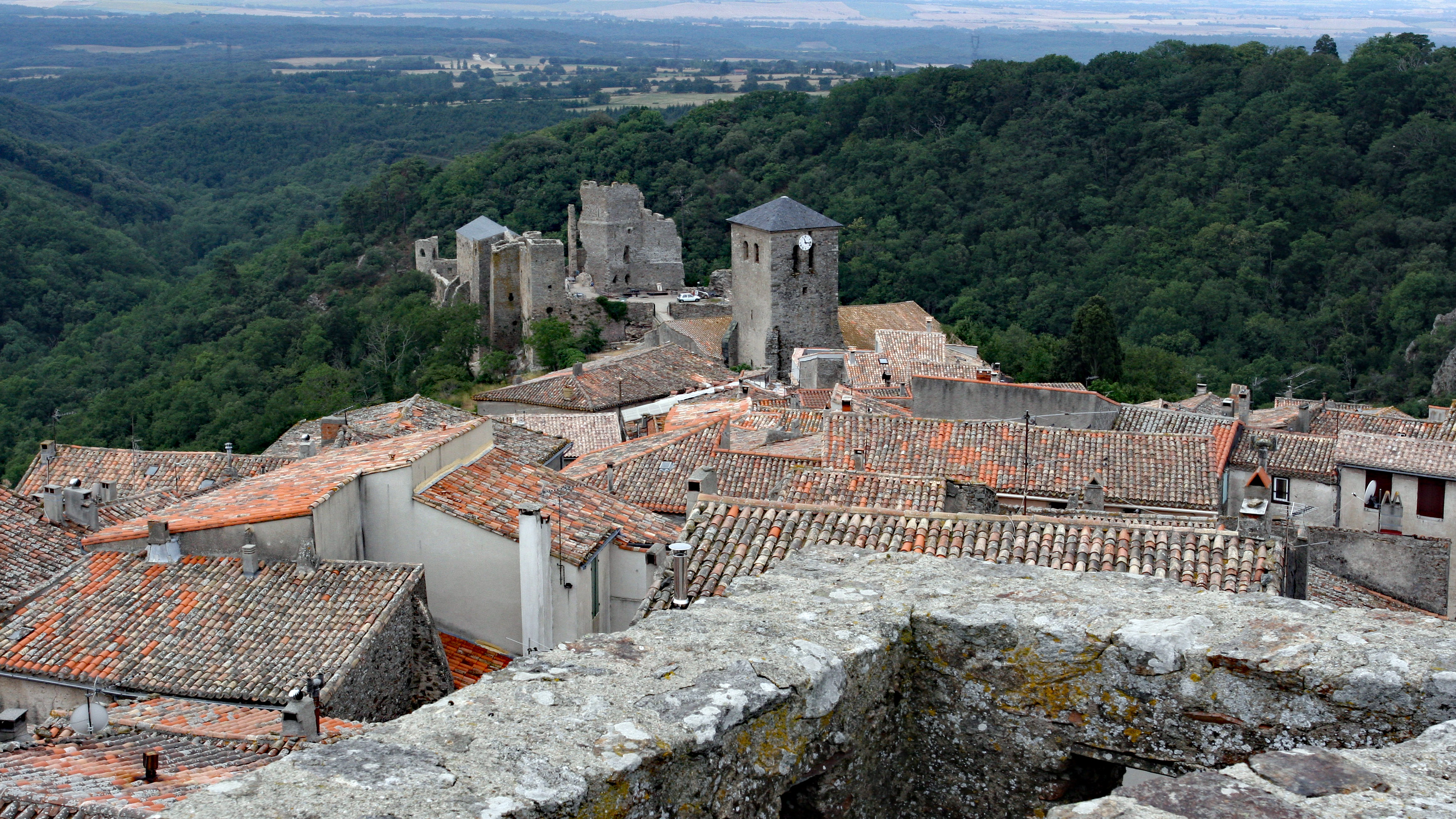

| Période                                  | Période  | Identité               | Étiquette | Qualité                                                                                             |
| ---------------------------------------- | -------- | ---------------------- | --------- | --------------------------------------------------------------------------------------------------- |
| 1806                                     | 1821     | Paul Jean Antoine Bosc |           | Député de l'Aude (1828 →1831), Conseiller général du canton de Saissac (1836 →1841)                 |
| 1904                                     | 1934     | Eugène Limousy         |           | Conseiller d'arrondissement (1925→1940)                                                             |
| 1934                                     | 1968     | Paul Raucoule          |           | |
| 1968                                     | 2009     | Paul Durand            | PS        | Conseiller général du canton de Saissac (1976 →2009) Chevalier de l'ordre national du Mérite (1993) |
| 2009                                     | 2016     | Odile Seigne           |           | |
| 2016                                     | en cours | Eric Béteille          |           | Vice-président de la Communauté de communes de la Montagne Noire                                    |
| Les données manquantes sont à compléter. |          |                        |           | |

## Population et société

### Démographie
| 1793  | 1800  | 1806  | 1821  | 1831  | 1836  | 1841  | 1846  | 1851  |
| ----- | ----- | ----- | ----- | ----- | ----- | ----- | ----- | ----- |
| 1 621 | 1 754 | 1 808 | 1 697 | 1 814 | 1 831 | 1 781 | 1 853 | 1 850 |

| 1856  | 1861  | 1866  | 1872  | 1876  | 1881  | 1886  | 1891  | 1896  |
| ----- | ----- | ----- | ----- | ----- | ----- | ----- | ----- | ----- |
| 1 758 | 1 590 | 1 565 | 1 472 | 1 513 | 1 482 | 1 454 | 1 320 | 1 257 |

| 1901  | 1906  | 1911  | 1921 | 1926 | 1931 | 1936 | 1946  | 1954 |
| ----- | ----- | ----- | ---- | ---- | ---- | ---- | ----- | ---- |
| 1 143 | 1 160 | 1 103 | 937  | 884  | 914  | 891  | 1 016 | 950  |

| 1962 | 1968 | 1975 | 1982 | 1990 | 1999 | 2005  | 2006 | 2010 |
| ---- | ---- | ---- | ---- | ---- | ---- | ----- | ---- | ---- |
| 823  | 705  | 652  | 709  | 867  | 923  | 1 001 | 996  | 929  |

| 2015 | 2020 | 2022 | - | - | - | - | - | - |
| ---- | ---- | ---- | - | - | - | - | - | - |
| 927  | 919  | 909  | - | - | - | - | - | - |

### Sports
La 15e étape du Tour de France 2022 traversa la commune.

## Économie

### Revenus
En 2018  (données Insee publiées en septembre 2021), la commune compte 391 ménages fiscaux, regroupant 817 personnes. La médiane du revenu disponible par unité de consommation est de 17 390 € (19 240 € dans le département).

### Emploi
| Division       | 2008   | 2013   | 2018   |
| -------------- | ------ | ------ | ------ |
| Commune        | 9,7 %  | 11,8 % | 11,8 % |
| Département    | 10,2 % | 12,8 % | 12,6 % |
| France entière | 8,3 %  | 10 %   | 10 %   |

En 2018, la population âgée de 15 à 64 ans s'élève à 508 personnes, parmi lesquelles on compte 73,9 % d'actifs (62,1 % ayant un emploi et 11,8 % de chômeurs) et 26,1 % d'inactifs,. Depuis 2008, le taux de chômage communal (au sens du recensement) des 15-64 ans est inférieur à celui du département, mais supérieur à celui de la France.
La commune fait partie de la couronne de l'aire d'attraction de Carcassonne, du fait qu'au moins 15 % des actifs travaillent dans le pôle,. Elle compte 263 emplois en 2018, contre 256 en 2013 et 300 en 2008. Le nombre d'actifs ayant un emploi résidant dans la commune est de 324, soit un indicateur de concentration d'emploi de 80,9 % et un taux d'activité parmi les 15 ans ou plus de 48,9 %.
Sur ces 324 actifs de 15 ans ou plus ayant un emploi, 144 travaillent dans la commune, soit 45 % des habitants. Pour se rendre au travail, 76,8 % des habitants utilisent un véhicule personnel ou de fonction à quatre roues, 2,2 % les transports en commun, 11,7 % s'y rendent en deux-roues, à vélo ou à pied et 9,3 % n'ont pas besoin de transport (travail au domicile).

### Activités hors agriculture

#### Secteurs d'activités
99 établissements sont implantés  à Saissac au 31 décembre 2019. Le tableau ci-dessous en détaille le nombre par secteur d'activité et compare les ratios avec ceux du département,.
| Secteur d'activité                                                                                        | Commune | Commune | Département |
| Secteur d'activité                                                                                        | Nombre  | %       | %           |
| --- | ------- | ------- | ----------- |
| Ensemble                                                                                                  | 99      |         |             |
| Industrie manufacturière, industries extractives et autres                                                | 22      | 22,2 %  | (8,8 %)     |
| Construction                                                                                              | 6       | 6,1 %   | (14 %)      |
| Commerce de gros et de détail, transports, hébergement et restauration                                    | 35      | 35,4 %  | (32,3 %)    |
| Information et communication                                                                              | 2       | 2 %     | (1,6 %)     |
| Activités immobilières                                                                                    | 10      | 10,1 %  | (5,2 %)     |
| Activités spécialisées, scientifiques et techniques et activités de services administratifs et de soutien | 5       | 5,1 %   | (13,3 %)    |
| Administration publique, enseignement, santé humaine et action sociale                                    | 14      | 14,1 %  | (13,2 %)    |
| Autres activités de services                                                                              | 5       | 5,1 %   | (8,8 %)     |

Le secteur du commerce de gros et de détail, des transports, de l'hébergement et de la restauration est prépondérant sur la commune puisqu'il représente 35,4 % du nombre total d'établissements de la commune (35 sur les 99 entreprises implantées  à Saissac), contre 32,3 % au niveau départemental.

#### Entreprises
Les deux entreprises ayant leur siège social sur le territoire communal qui génèrent le plus de chiffre d'affaires en 2020 sont : 
- SARL BPH, restauration traditionnelle (68 k€) ;
- SARL Poni, commerce de gros (commerce interentreprises) de fournitures et équipements industriels divers (63 k€).

Le château de Saissac connut une grande période de prospérité avec l'industrie drapière aux XVIIe et XVIIIe siècles. 

### Agriculture
La commune est dans la Montagne Noire, une petite région agricole occupant le nord-ouest du département de l'Aude,. En 2020, l'orientation technico-économique de l'agriculture  sur la commune est la polyculture et/ou le polyélevage.
|               | 1988  | 2000 | 2010 | 2020 |
| ------------- | ----- | ---- | ---- | ---- |
| Exploitations | 45    | 35   | 27   | 27   |
| SAU (ha)      | 2 680 | 2456 | 2263 | 2744 |

Le nombre d'exploitations agricoles en activité et ayant leur siège dans la commune est passé de 45 lors du recensement agricole de 1988  à 35 en 2000 puis à 27 en 2010 et enfin à 27 en 2020, soit une baisse de 40 % en 32 ans. Le même mouvement est observé à l'échelle du département qui a perdu pendant cette période 60 % de ses exploitations,. La surface agricole utilisée sur la commune a quant à elle augmenté, passant de 2 680 ha en 1988 à 2 744 ha en 2020. Parallèlement la surface agricole utilisée moyenne par exploitation a augmenté, passant de 60 à 102 ha.

#### Bassin du Lampy

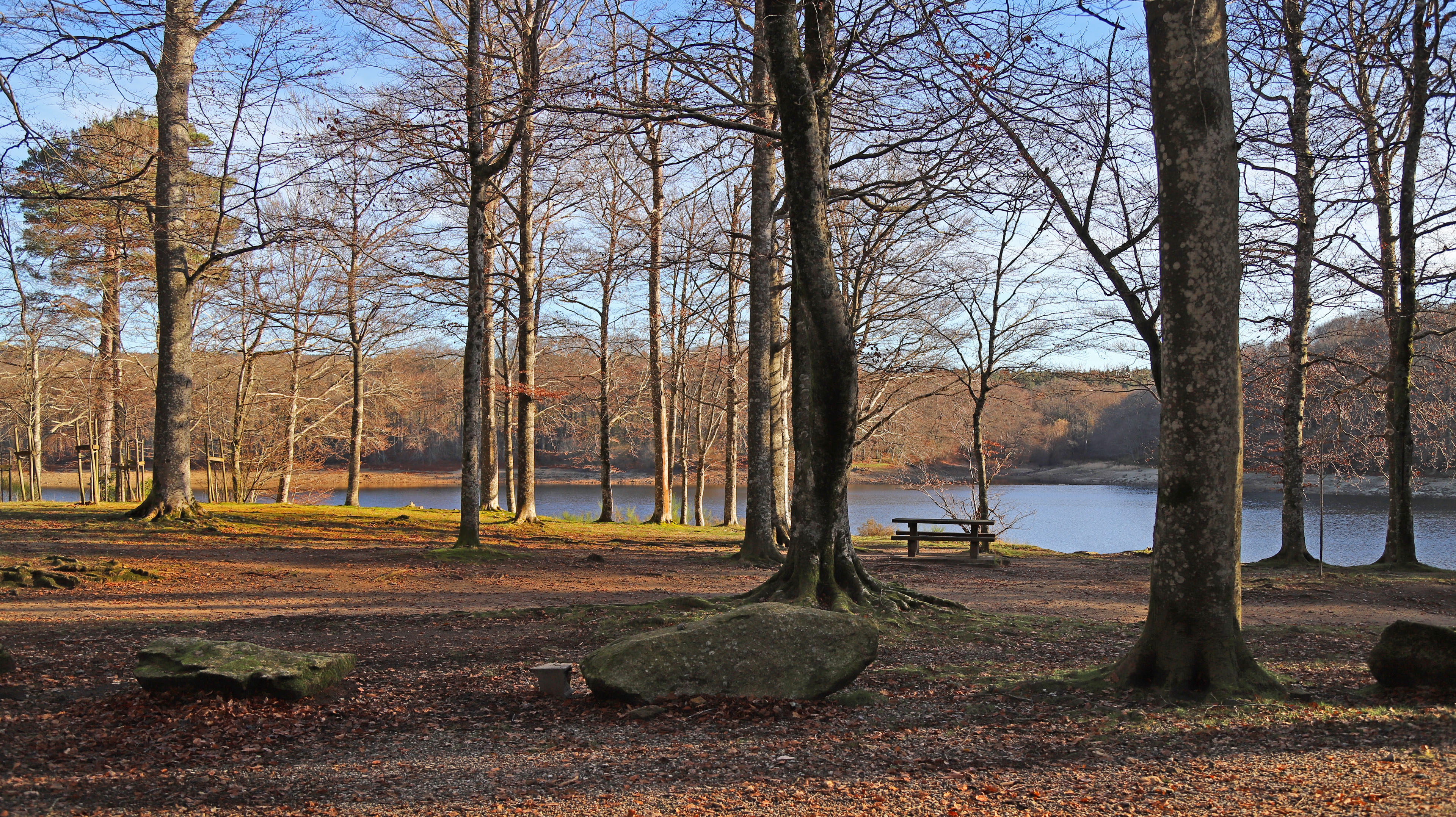
Le bassin du Lampy.

## Culture locale et patrimoine

### Lieux et monuments

#### Château de Saissac

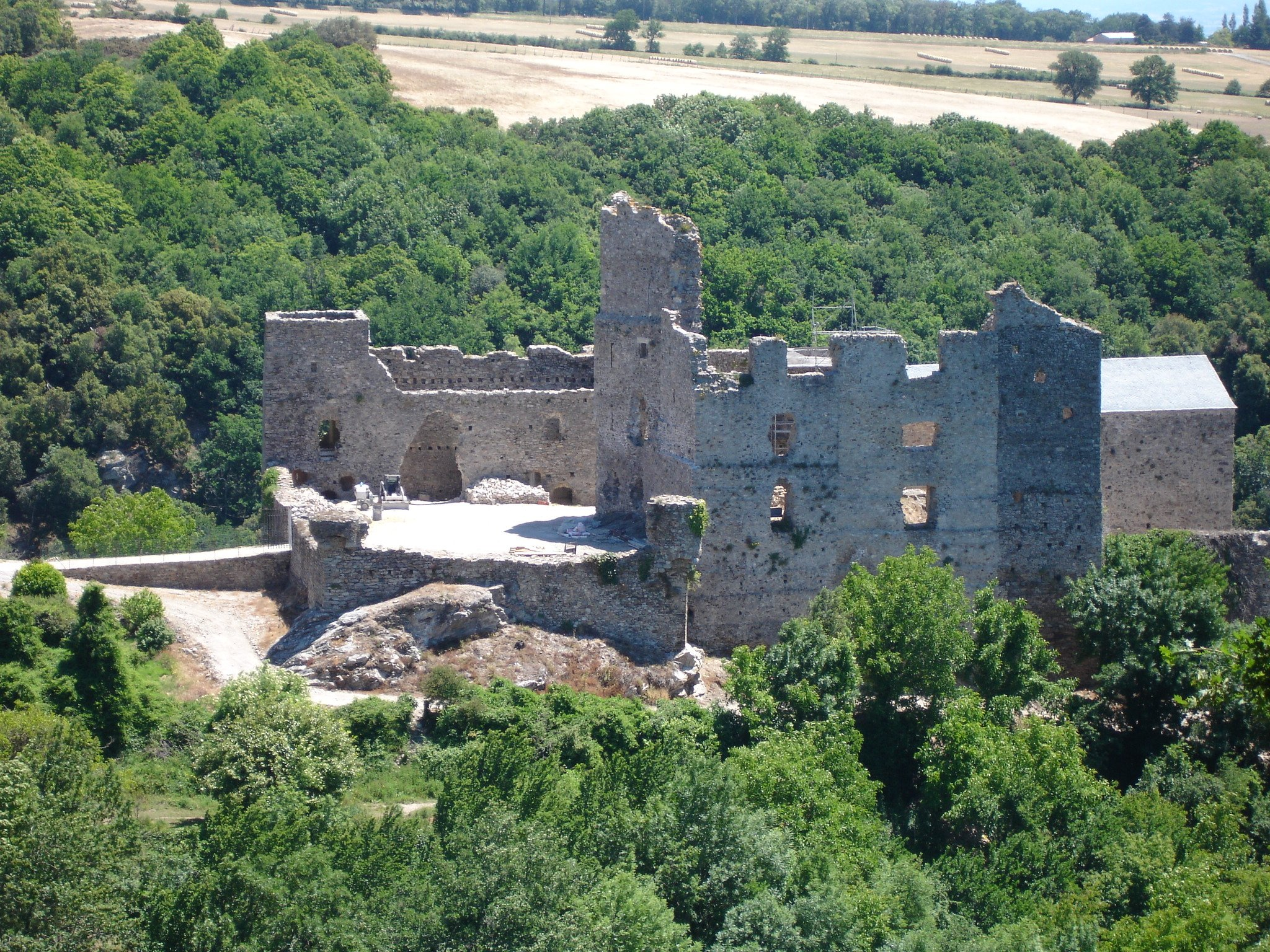
Château de Saissac.

Situé en bas du village sur un éperon entouré de précipices, ce château du Xe siècle défend et commande l'avancée sur la plaine. Ruine massive, tours carrées, pans de murs d'enceinte, donjon datant du début du XIIIe, échauguettes, tourelles, c'est un gros ensemble d'architecture militaire. Plusieurs phases de travaux de réhabilitation se succèdent depuis 1996 ; le château intègre désormais un petit musée.

#### Bâtiments religieux

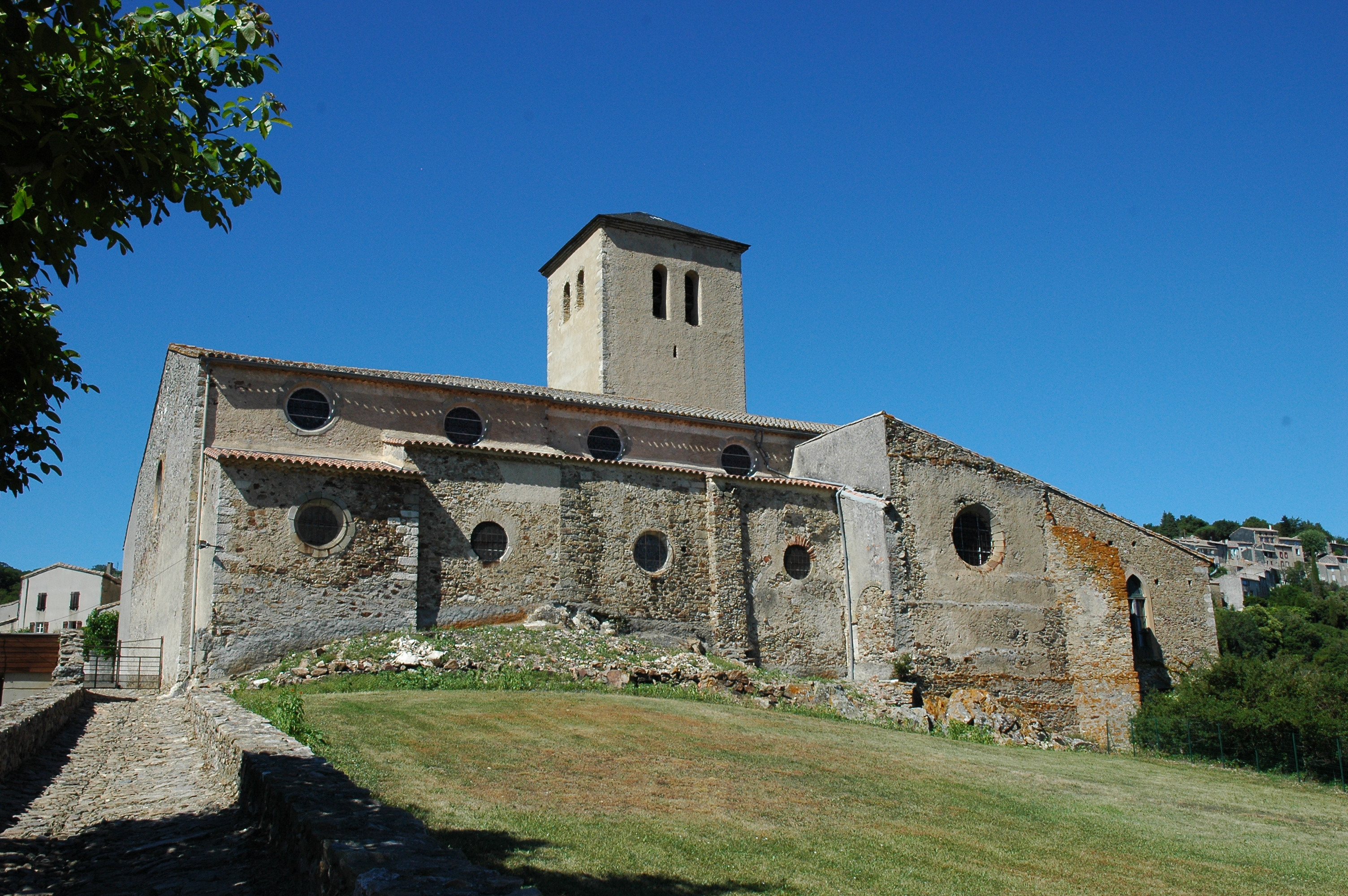
Église Saint-Michel de Saissac.
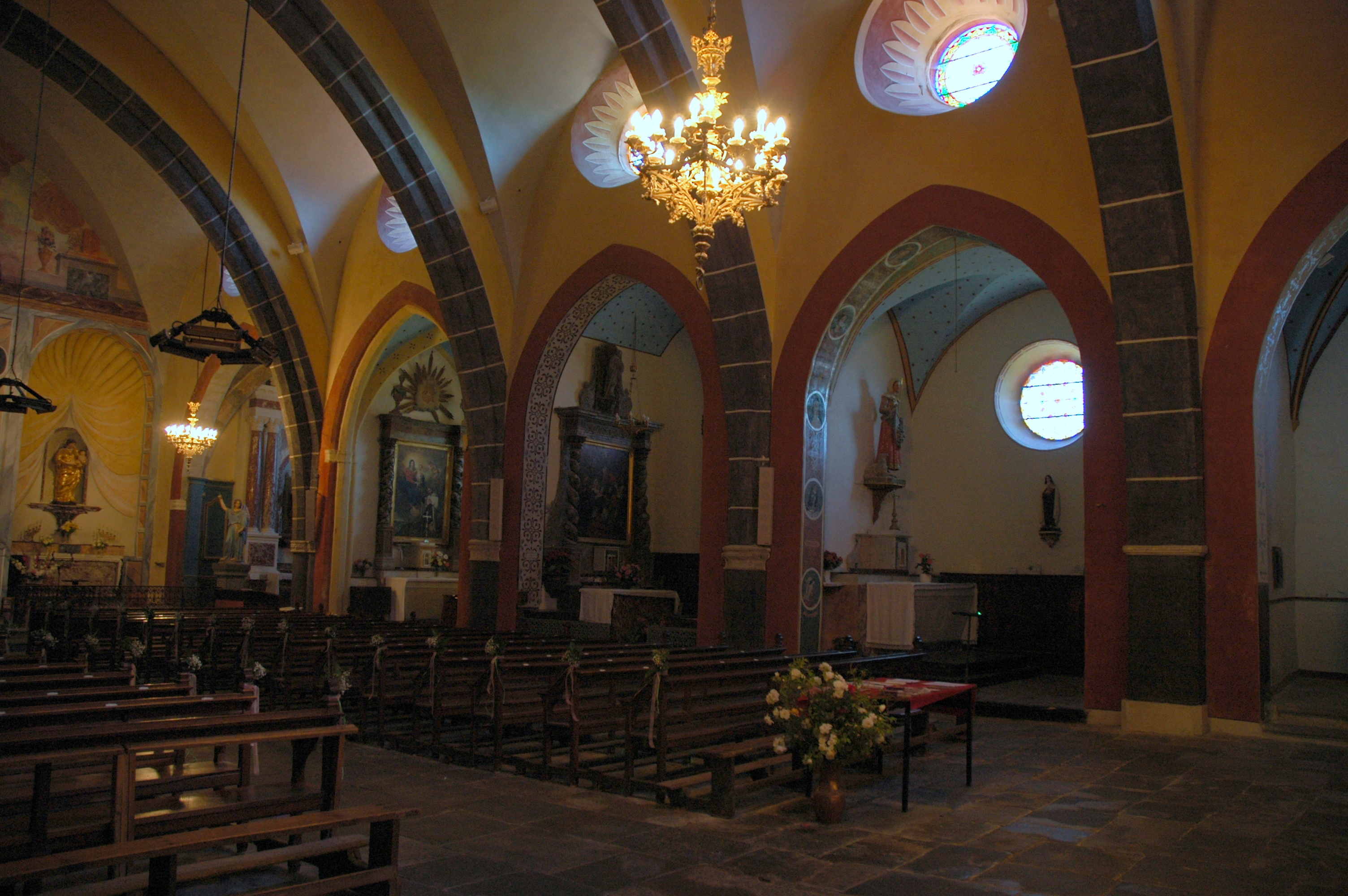
L'intérieur de l'église avec vue sur les chapelles latérales.
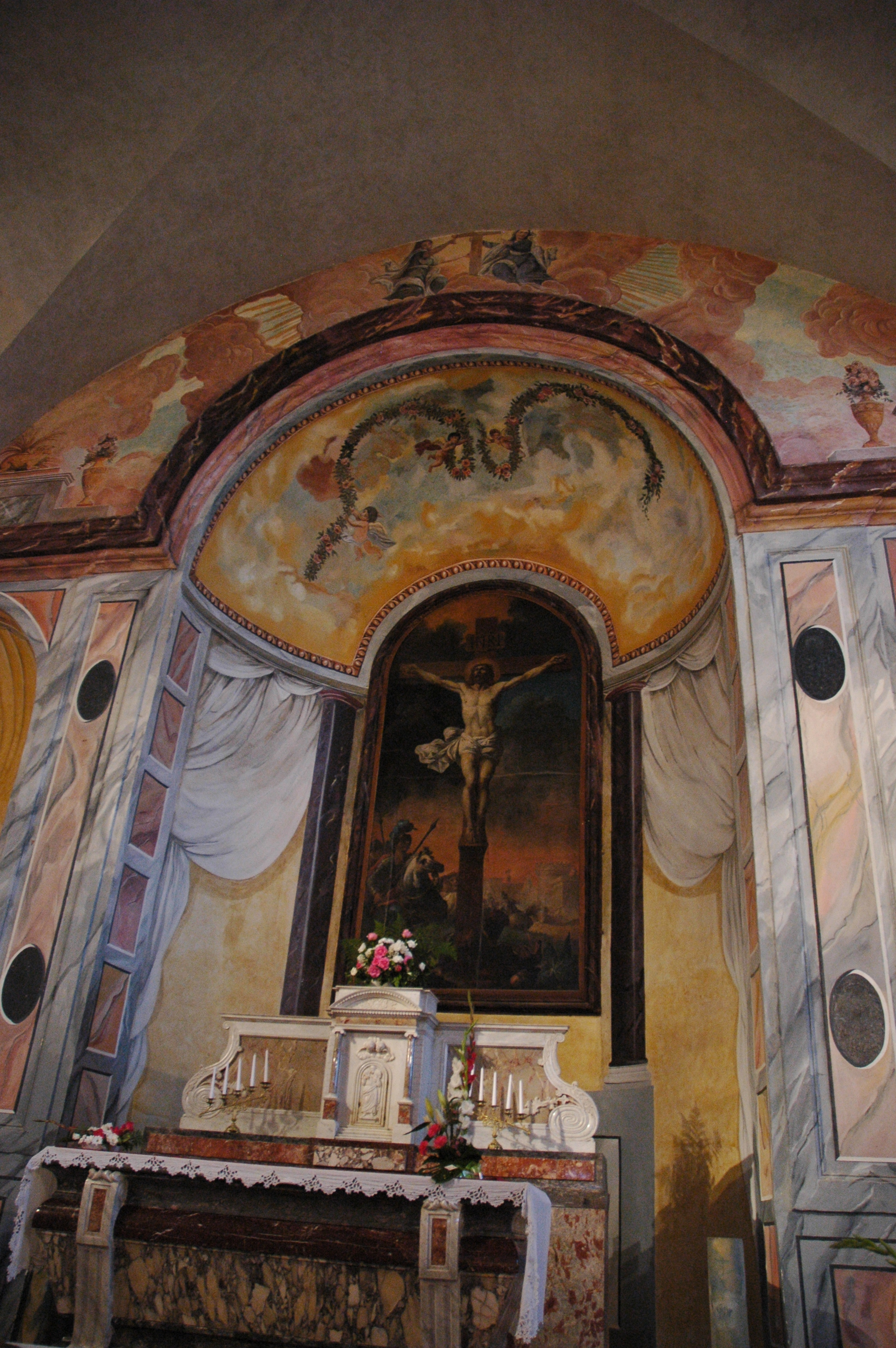
Le chœur avec le maître-autel et le tabernacle en marbre et un tableau de la crucifixion de Jésus.

- Chapelle Saint-Jean de Saissac.
- Église Saint-Denis de Saissac.

- Église Saint-Michel de Saissac.
- L'intérieur de l'église avec vue sur les chapelles latérales.
- Le chœur avec le maître-autel et le tabernacle en marbre et un tableau de la crucifixion de Jésus.

#### Bâtiments d'habitation
- L'hôtel des Saptes, une riche famille de drapiers.
- La maison Soldano, un exemple d'architecture du XIIIe siècle.

Éléments du mur d'enceinte

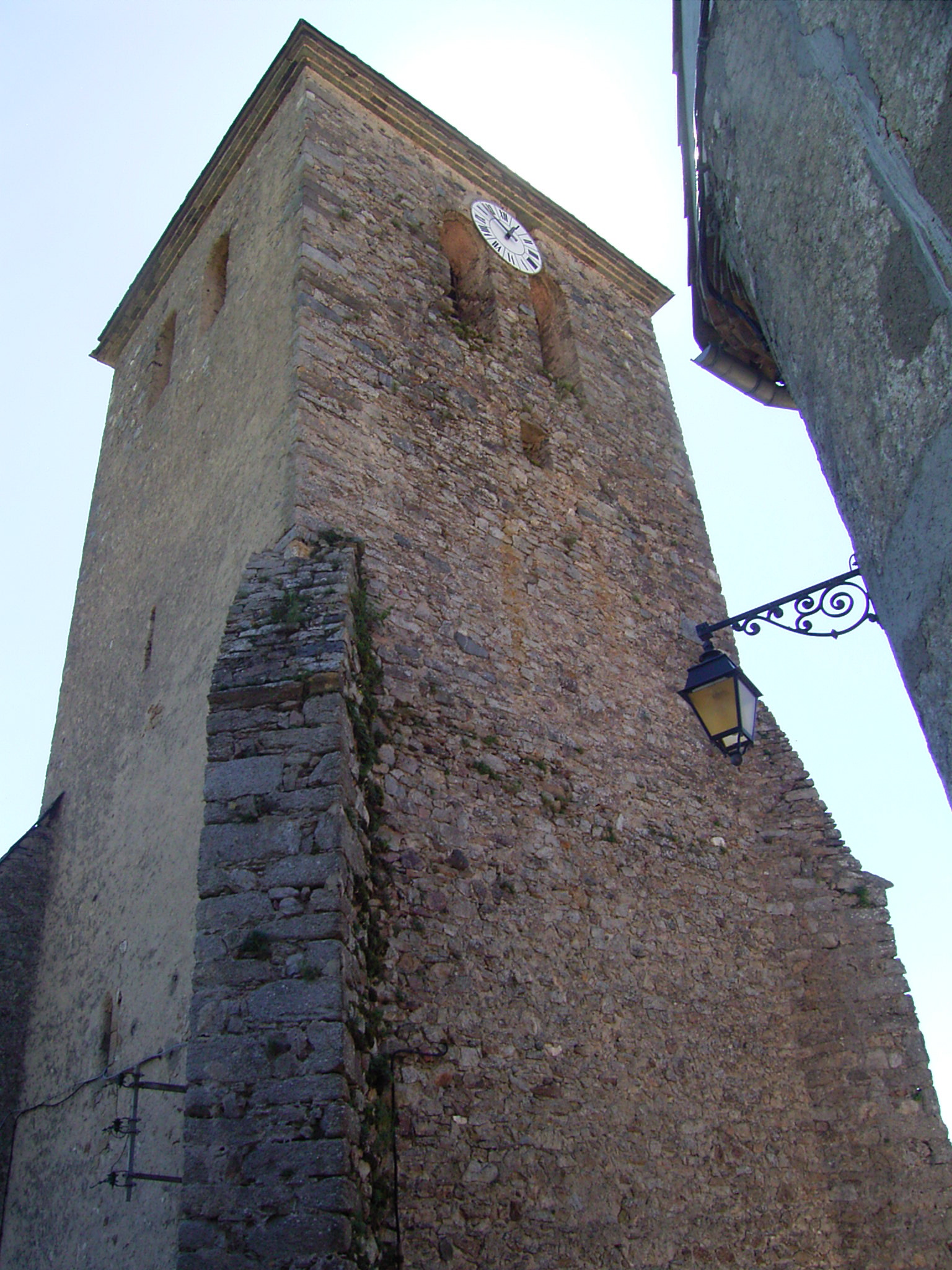
Tour Laymone.

Des vestiges des fortifications du mur d'enceinte sont toujours visibles ; ils dateraient probablement du XIVe siècle. Ils auraient été édifiés en même temps que le château était reconstruit.
On peut ainsi voir deux tours carrées dans la partie haute du village : la tour ouest, élancée et la tour est, plus massive, qui abrite actuellement le Musée des Vieux Métiers. D'autres tours plus petites étaient réparties sur l'enceinte, à l'image de la tour « Roussignole » que l'on peut encore observer au nord du village. Une quatrième tour, la tour Laymone, sert de clocher à l'église Saint-Michel.
L'enceinte médiévale devait comporter trois portes, dont une seule est conservée : la porte d'Autan (ou porte de Montolieu). Elle est ornée de trois blasons : celui de la famille l'Isle Jourdain, celui de la famille Thurey et celui de la communauté de Saissac.

### Musées
- Le musée des Vieux Métiers, installé dans une tour médiévale au nord-est du village, évoque la vie quotidienne dans la Montagne noire. Les outils présentés mettent en valeur les métiers traditionnels.
- Un petit musée est installé dans le château de Saissac.

### Personnalités liées à la commune
- Paul-Jean Antoine Bosc (1770-1851), député de l'Aude, maire de Saissac.
- Guillaume-Charles Robert (1749-1811), député du Tarn au Conseil des cinq-cents, né à Saissac.
- Clément-François Bénazet (1740-1796), député de l'Aude du tiers état aux États généraux de 1789, né et mort à Saissac.
- Guillaume Besaucèle (1712-1801), évêque constitutionnel de l'Aude de 1791 à 1801, né à Saissac.

### Héraldique
| Blason de Saissac | Blason  | D'azur à une tour d'argent maçonnée de sable.    |
| Blason de Saissac | Détails | Le statut officiel du blason reste à déterminer. |